# Germaine Damar

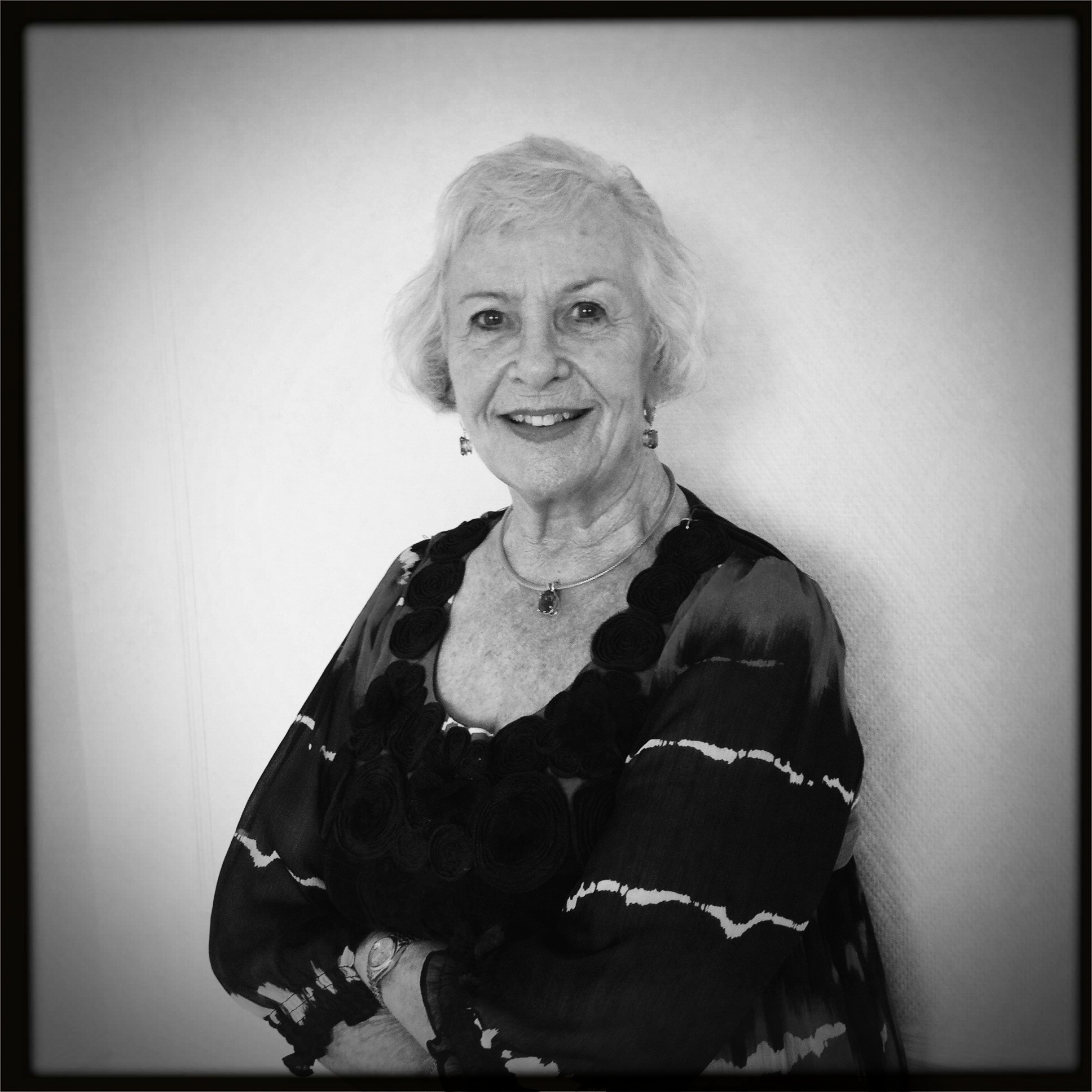
Germaine Damar en juin 2011.

Germaine Damar est une actrice luxembourgeoise, née le 31 août 1929 à Pétange (Luxembourg).

## Biographie
Germaine Damar a joué dans plusieurs films allemands et français durant les années 1950 comme Le Chemin du paradis en 1955 ou encore Sérénade au Texas en 1958 où elle joue le rôle de Rose aux côtés de Luis Mariano et de Bourvil.
L'actrice fera une seule apparition au cinéma durant les années 1990 dans le film Nirvana de Gabriele Salvatores en 1997 et marquera un terme à sa carrière.

## Filmographie

### Cinéma
- 1952 : Tanzende Sterne de Géza von Cziffra : Nicolle Ferrar
- 1953 : Südliche Nächte de Robert A. Stemmle : Angela
- 1953 : Schlagerparade de Erik Ode : Barbara Blanc
- 1954 : König der Manege de Ernst Marischka : Susi Brinkmann
- 1954 : An jedem Finger zehn de Erik Ode : Margit Rameau
- 1955 : Wunschkonzert de Erik Ode : Inge
- 1955 : Le Chemin du paradis (Die Drei von der Tankstelle) de Hans Wolff : Gaby
- 1956 : Symphonie in Gold de Franz Antel : Eva Bell
- 1956 : Mädchen mit schwachem Gedächtnis de Géza von Cziffra : Anny Prechtl
- 1956 : Zu Befehl, Frau Feldwebel de Georg Jacoby : Stefanie Schöller
- 1957 : Weißer Holunder de Paul May : Liesel
- 1957 : Siebenmal in der Woche de Harald Philipp : Gertie
- 1957 : Le charme de Dolores (Die Beine von Dolores) de Géza von Cziffra : Dolores Martens
- 1957 : Der Graf von Luxemburg de Werner Jacobs : Brissards Modell
- 1957 : Der Kaiser und das Wäschermädel de Ernst Neubach : Franzi Stiglmeier
- 1958 : Tabarin de Richard Pottier : Brigitte
- 1958 : Rivalen der Manege de Harald Philipp : Lilo
- 1958 : Sérénade au Texas de Richard Pottier : Rose
- 1958 : Soucis de millionnaire de Géza von Cziffra : Ninette
- 1958 : Scala - total verrückt de Erik Ode : Linda
- 1959 : Peter schießt den Vogel ab de Géza von Cziffra : Renate Hartwig
- 1959 : Patricia (Tausend Sterne leuchten) de Harald Philipp : Patricia
- 1959 : Salem Aleikum de Géza von Cziffra : Marcella
- 1959 : Glück und Liebe in Monaco de Hermann Leitner : Jacqueline
- 1960 : Gauner-Serenade de Thomas Engel : Ruby
- 1961 : Sissi 63 (en) (Cariño mío) de Rafael Gil : Cristina
- 1963 : Escala en Hi-Fi de Isidoro M. Ferry
- 1997 : Nirvana de Gabriele Salvatores
- 2011 : Germaine Damar - Der tanzende Stern de Michael Wenk